# Покровская церковь (Шила)
Покровская церковь в селе Шила — кирпичная однопрестольная церковь в стиле классицизма, построенная в 1829—1836.

## Описание
Однокупольное крестообразное в плане здание, выстроенное по проекту, близкому к образцовым, колокольня пристроена в 1850 году. Не закрывалась, но после обрушения в 1975 сводов северного притвора богослужения перенесены в домовый храм. Отреставрирована в 2005 году.
1. ↑  https://ru-monuments.toolforge.org/wikivoyage.php?id=2410085000